# Gisbel Morales
Gisbel Morales (Pinar del Río, 13 ottobre 1978) è un ex calciatore cubano, di ruolo centrocampista.

## Carriera

### Club
Ha sempre giocato nel campionato cubano.

### Nazionale
Ha esordito con la Nazionale cubana nel 2002, giocando 22 partite sino al 2007.